# Grande Prêmio da Grã-Bretanha de 1990
Resultados do Grande Prêmio da Grã-Bretanha de Fórmula 1 realizado em Silverstone em 15 de julho de 1990. Oitava etapa do campeonato, foi vencido pelo francês Alain Prost, da Ferrari, num pódio formado por Thierry Boutsen, da Williams-Renault, e também por Ayrton Senna, da McLaren-Honda.

## Resumo
Foi uma bela briga entre Ferrari e McLaren que se alternaram nas primeira posições do grid na classificação. Mansell foi pole, seguido de Gehard Berger, Ayrton Senna e Alain Prost. Na corrida outro desafio. Ivan Capelli e Mauricio Gugelmin (Leyton House-Judd) não pararam para trocar pneus e assumiram a liderança. Gugelmin teve o motor quebrado e parou na 58ª volta.
Senna liderou duas voltas e segurou-se firme em terceiro, numa corrida fora do seu gosto: "Corri para os pontos. Pelas circunstâncias, quatro estão de bom tamanho. Eu e o carro não merecíamos mais de dois"

## Classificação

### Pré-qualificação
| Pos. | Nº | Piloto             | Construtor       | Tempo    | Diferença |
| ---- | -- | ------------------ | ---------------- | -------- | --------- |
| 1    | 29 | Eric Bernard       | Lola-Lamborghini | 1:10.254 | —         |
| 2    | 30 | Aguri Suzuki       | Lola-Lamborghini | 1:11.128 | + 0.874   |
| 3    | 17 | Gabriele Tarquini  | AGS-Ford         | 1:11.516 | + 1.262   |
| 4    | 14 | Olivier Grouillard | Osella-Ford      | 1:11.953 | + 1.699   |
| 5    | 33 | Roberto Moreno     | EuroBrun-Judd    | 1:12.554 | + 2.300   |
| 6    | 18 | Yannick Dalmas     | AGS-Ford         | 1:12.653 | + 2.399   |
| 7    | 34 | Claudio Langes     | EuroBrun-Judd    | 1:15.059 | + 4.805   |
| 8    | 31 | Bertrand Gachot    | Coloni-Subaru    | 1:19.230 | + 8.976   |
| 9    | 39 | Bruno Giacomelli   | Life             | 1:25.947 | + 15.693  |

### Treinos classificatórios
| Pos.    | Nº | Piloto             | Construtor        | Q1       | Q2       | Diferença |
| ------- | -- | ------------------ | ----------------- | -------- | -------- | --------- |
| 1       | 2  | Nigel Mansell      | Ferrari           | 1:08.336 | 1:07.428 | —         |
| 2       | 27 | Ayrton Senna       | McLaren-Honda     | 1:08.071 | 1:09.055 | + 0.643   |
| 3       | 28 | Gerhard Berger     | McLaren-Honda     | 1:08.246 | 1:08.674 | + 0.818   |
| 4       | 5  | Thierry Boutsen    | Williams-Renault  | 1:09.102 | 1:08.291 | + 0.863   |
| 5       | 1  | Alain Prost        | Ferrari           | 1:09.110 | 1:08.336 | + 0.908   |
| 6       | 4  | Jean Alesi         | Tyrrell-Ford      | 1:09.147 | 1:08.370 | + 0.942   |
| 7       | 6  | Riccardo Patrese   | Williams-Renault  | 1:08.677 | 1:08.864 | + 1.249   |
| 8       | 29 | Eric Bernard       | Lola-Lamborghini  | 1:09.560 | 1:09.003 | + 1.575   |
| 9       | 30 | Aguri Suzuki       | Lola-Lamborghini  | 1:09.243 | 1:09.865 | + 1.815   |
| 10      | 16 | Ivan Capelli       | Leyton House-Judd | 1:10.691 | 1:09.308 | + 1.880   |
| 11      | 20 | Nelson Piquet      | Benetton-Ford     | 1:09.684 | 1:09.407 | + 1.979   |
| 12      | 3  | Satoru Nakajima    | Tyrrell-Ford      | 1:09.937 | 1:09.608 | + 2.180   |
| 13      | 19 | Alessandro Nannini | Benetton-Ford     | 1:09.782 | 1:09.641 | + 2.213   |
| 14      | 12 | Martin Donnelly    | Lotus-Lamborghini | 1:10.786 | 1:09.741 | + 2.313   |
| 15      | 15 | Maurício Gugelmin  | Leyton House-Judd | 1:11.167 | 1:10.044 | + 2.616   |
| 16      | 11 | Derek Warwick      | Lotus-Lamborghini | 1:10.552 | 1:10.092 | + 2.664   |
| 17      | 10 | Alex Caffi         | Arrows-Ford       | 1:10.480 | 1:10:110 | + 2.682   |
| 18      | 23 | Pierluigi Martini  | Minardi-Ford      | 1:10.568 | 1:10.303 | + 2.875   |
| 19      | 21 | Emanuele Pirro     | Dallara-Ford      | 1:11.413 | 1:10.847 | + 3.419   |
| 20      | 8  | Stefano Modena     | Brabham-Judd      | 1:11.070 | 1:11.600 | + 3.642   |
| 21      | 25 | Nicola Larini      | Ligier-Ford       | 1:11.942 | 1:11.180 | + 3.752   |
| 22      | 26 | Philippe Alliot    | Ligier-Ford       | 1:12.483 | 1:11.215 | + 3.787   |
| 23      | 22 | Andrea de Cesaris  | Dallara-Ford      | 1:11.705 | 1:11.234 | + 3.806   |
| 24      | 24 | Paolo Barilla      | Minardi-Ford      | 1:11.498 | 1:11.387 | + 3.959   |
| 25      | 9  | Michele Alboreto   | Arrows-Ford       | 1:11.562 | 1:12.644 | + 4.134   |
| 26      | 17 | Gabriele Tarquini  | AGS-Ford          | 1:12.506 | 1:11.681 | + 4.253   |
| 27      | 14 | Olivier Grouillard | Osella-Ford       | 1:12.179 | 1:11.710 | + 4.282   |
| 28      | 7  | David Brabham      | Brabham-Judd      | 1:11.741 | 1:13.016 | + 4.313   |
| 29      | 36 | J. J. Lehto        | Onyx-Ford         | 1:12.712 | 1:12.631 | + 5.203   |
| 30      | 35 | Gregor Foitek      | Onyx-Ford         | 1:13.413 | 1:13.271 | + 5.843   |
| Fontes: |    |                    |                   |          |          |           |

### Corrida
| Pos.    | Nº | Piloto             | Construtor        | Voltas | Tempo/Diferença          | Grid | Pontos |
| ------- | -- | ------------------ | ----------------- | ------ | ------------------------ | ---- | ------ |
| 1       | 1  | Alain Prost        | Ferrari           | 64     | 1:18:30.999              | 5    | 9      |
| 2       | 5  | Thierry Boutsen    | Williams-Renault  | 64     | + 39.092                 | 4    | 6      |
| 3       | 27 | Ayrton Senna       | McLaren-Honda     | 64     | + 43.088                 | 2    | 4      |
| 4       | 29 | Eric Bernard       | Lola-Lamborghini  | 64     | + 1:15.302               | 8    | 3      |
| 5       | 20 | Nelson Piquet      | Benetton-Ford     | 64     | + 1:24.003               | 11   | 2      |
| 6       | 30 | Aguri Suzuki       | Lola-Lamborghini  | 63     | + 1 volta                | 9    | 1      |
| 7       | 10 | Alex Caffi         | Arrows-Ford       | 63     | + 1 volta                | 17   |        |
| 8       | 4  | Jean Alesi         | Tyrrell-Ford      | 63     | + 1 volta                | 6    |        |
| 9       | 8  | Stefano Modena     | Brabham-Judd      | 62     | + 2 voltas               | 20   |        |
| 10      | 25 | Nicola Larini      | Ligier-Ford       | 62     | + 2 voltas               | 21   |        |
| 11      | 21 | Emanuele Pirro     | Dallara-Ford      | 62     | + 2 voltas               | 19   |        |
| 12      | 24 | Paolo Barilla      | Minardi-Ford      | 62     | + 2 voltas               | 24   |        |
| 13      | 26 | Philippe Alliot    | Ligier-Ford       | 61     | + 3 voltas               | 22   |        |
| 14      | 28 | Gerhard Berger     | McLaren-Honda     | 60     | Acelerador               | 3    |        |
| Ret     | 2  | Nigel Mansell      | Ferrari           | 55     | Câmbio                   | 1    |        |
| Ret     | 16 | Ivan Capelli       | Leyton House-Judd | 48     | Vazamento de óleo        | 10   |        |
| Ret     | 12 | Martin Donnelly    | Lotus-Lamborghini | 48     | Motor                    | 14   |        |
| Ret     | 11 | Derek Warwick      | Lotus-Lamborghini | 46     | Motor                    | 16   |        |
| Ret     | 17 | Gabriele Tarquini  | AGS-Ford          | 41     | Motor                    | 26   |        |
| Ret     | 9  | Michele Alboreto   | Arrows-Ford       | 37     | Motor                    | 25   |        |
| Ret     | 6  | Riccardo Patrese   | Williams-Renault  | 26     | Chassis                  | 7    |        |
| Ret     | 3  | Satoru Nakajima    | Tyrrell-Ford      | 20     | Pane elétrica            | 12   |        |
| Ret     | 19 | Alessandro Nannini | Benetton-Ford     | 15     | Colisão                  | 13   |        |
| Ret     | 22 | Andrea de Cesaris  | Dallara-Ford      | 12     | Sistema de abastecimento | 23   |        |
| Ret     | 23 | Pierluigi Martini  | Minardi-Ford      | 3      | Alternador               | 18   |        |
| DNS     | 15 | Maurício Gugelmin  | Leyton House-Judd | 0      | Bomba de combustível     | 15   |        |
| DNQ     | 14 | Olivier Grouillard | Osella-Ford       |        |                          |      |        |
| DNQ     | 7  | David Brabham      | Brabham-Judd      |        |                          |      |        |
| DNQ     | 36 | JJ Lehto           | Onyx-Ford         |        |                          |      |        |
| DNQ     | 35 | Gregor Foitek      | Onyx-Ford         |        |                          |      |        |
| DNPQ    | 33 | Roberto Moreno     | EuroBrun-Judd     |        |                          |      |        |
| DNPQ    | 18 | Yannick Dalmas     | AGS-Ford          |        |                          |      |        |
| DNPQ    | 34 | Claudio Langes     | EuroBrun-Judd     |        |                          |      |        |
| DNPQ    | 31 | Bertrand Gachot    | Coloni-Subaru     |        |                          |      |        |
| DNPQ    | 39 | Bruno Giacomelli   | Life              |        |                          |      |        |
| Fontes: |    |                    |                   |        |                          |      |        |

## Tabela do campeonato após a corrida
| Pos.    | Piloto          | Pontos |
| ------- | --------------- | ------ |
| 1       | Alain Prost     | 41     |
| 2       | Ayrton Senna    | 39     |
| 3       | Gerhard Berger  | 25     |
| 4       | Nelson Piquet   | 18     |
| 5       | Thierry Boutsen | 17     |
| Fontes: |                 |        |

| Pos.    | Equipe           | Pontos |
| ------- | ---------------- | ------ |
| 1       | McLaren-Honda    | 64     |
| 2       | Ferrari          | 54     |
| 3       | Williams-Renault | 27     |
| 4       | Benetton-Ford    | 25     |
| 5       | Tyrrell-Ford     | 14     |
| Fontes: |                  |        |

- Nota: Somente as primeiras cinco posições estão listadas. Entre 1981 e 1990 cada piloto podia computar onze resultados válidos por temporada não havendo descartes no mundial de construtores.